# Burni Pintu (berg i Indonesien, lat 4,30, long 96,95)
Burni Pintu är ett berg i Indonesien.   Det ligger i provinsen Aceh, i den västra delen av landet, 1 600 km nordväst om huvudstaden Jakarta. Toppen på Burni Pintu är 2 378 meter över havet.
Terrängen runt Burni Pintu är bergig åt sydost, men åt nordväst är den kuperad.  Trakten runt Burni Pintu är nära nog obefolkad, med mindre än två invånare per kvadratkilometer. I omgivningarna runt Burni Pintu växer i huvudsak städsegrön lövskog.